# Isle of Man TT 1967
De Isle of Man TT 1967 was de vierde Grand Prix van het wereldkampioenschap wegrace-seizoen 1967. De races werden verreden van 12 tot en met 16 juni op het eiland Man. Alle klassen kwamen aan de start. 

## Algemeen
Ter gelegenheid van deze "Diamond Jubilee TT", het zestigjarig bestaan van de Isle of Man TT, organiseerde men drie extra klassen voor productiemotoren, de Production 250 TT, de Production 500 TT en de Production 750 TT. Op 10 juni, tijdens de training voor de Senior TT, verongelukte de 51-jarige Alfred Shaw met een Norton 30M bij de Mountain Box. Mike Hailwood won drie klassen en passeerde daarmee Stanley Woods, die tien TT-overwinningen op zijn naam had staan. Hailwood bracht dat op twaalf. 

## Hoofdraces

### Senior TT
Vrijdag 16 juni, zes ronden (364 km)
De TT van 1967 vierde zijn diamanten jubileum en was tot vrijdag 16 juni vooral een feest geweest voor Mike Hailwood, die zowel de Lightweight- als de Junior TT met grote overmacht gewonnen had. Op die vrijdag was Giacomo Agostini jarig en hij zou zijn leermeester Hailwood niets cadeau geven. Integendeel, de race tussen de twee was bijzonder spannend en Ago reed met staande start een nieuw ronderecord. In de tweede ronde reed Hailwood de snelste ronde die ooit op Man was gereden. Na drie ronden, toen de pitstops plaatsvonden, had Hailwood 2 seconden achterstand. Ago's stop verliep tien seconden sneller omdat Hailwood met een hamer zijn gashandvat op zijn plaats moest slaan. Hailwood moest zijn losse gashandvat op zijn plaats houden en na de volgende ronde had hij nog meer dan 11 seconden achterstand, maar in Ramsey had hij al 2 seconden voorsprong. Enkele kilometers verder, bij Bungalow, had Ago weer 2 seconden voorsprong, maar bij Signpost Corner kwam hij niet meer door. Hij stond stil met een gebroken ketting. Pas opnieuw in Ramsey kreeg Hailwood een sein van zijn monteur Nobby Clark dat Ago stilstond en kon hij rustig naar de streep toeren, nog steeds zijn gashandvat op zijn plaats houdend en met één hand sturend. Een ronde eerder was Renzo Pasolini met zijn Benelli viercilinder, die op respectabele afstand derde lag, uitgevallen. Hailwood pakte aldus toch zijn twaalfde TT-overwinning. Peter Williams (Arter-Matchless) werd tweede en Steve Spencer met een Norton derde.
| Pos | Coureur          | Merk              | Tijd      | Punten |
| --- | ---------------- | ----------------- | --------- | ------ |
| 1   | Mike Hailwood    | Honda             | 2:08"36'2 | 8      |
| 2   | Peter Williams   | Arter-Matchless   | 2:16"20'0 | 6      |
| 3   | Steve Spencer    | Norton            | 2:17"47'2 | 4      |
| 4   | John Cooper      | Norton            | 2:18"20'4 | 3      |
| 5   | Fred Stevens     | Hannah-Paton      | 2:19"34'6 | 2      |
| 6   | John Hartle      | Métisse-Matchless | 2:19"50'0 | 1      |
| 7   | Tom Dickie       | Matchless         | 2:20"22'8 |        |
| 8   | Billy McCosh     | Matchless         | 2:21"11'0 |        |
| 9   | Ron Chandler     | Matchless         | 2:22"49'6 |        |
| 10  | Derek Lee        | Matchless         | 2:22"57'4 |        |
| 11  | Rex Butcher      | Norton            | 2:23"28'0 |        |
| 12  | Barry Randle     | Norton            | 2:23"42'8 |        |
| 13  | Bill Smith       | Matchless         | 2:23"56'0 |        |
| 14  | Gyula Marsovszky | Matchless         | 2:24"35'4 |        |
| 15  | Charlie Sanby    | Norton            | 2:24"46'0 |        |
| 16  | Tony McGurk      | Matchless         | 2:24"53'6 |        |
| 17  | Steve Jolly      | Matchless         | 2:25"35'0 |        |
| 18  | Brian Walmsley   | Norton            | 2:26"21'0 |        |
| 19  | Bernie Lund      | Matchless         | 2:26"30'4 |        |
| 20  | Norman Price     | Norton            | 2:26"56'8 |        |
| 24  | Keith Turner     | Matchless         | 2:30"44'6 |        |
| 27  | Ray Knight       | Triumph           | 2:38"59'8 |        |
| 33  | John Blanchard   | Seeley-Matchless  | 2:47"44'8 |        |

| Coureur           | Merk         | Oorzaak |
| ----------------- | ------------ | ------- |
| Kel Carruthers    | Norton       |         |
| Mike Duff         | Matchless    |         |
| Chris Conn        | Norton       |         |
| Dan Shorey        | Norton       |         |
| Rodney Gould      | Norton       |         |
| Tony Rutter       | Norton       |         |
| Angelo Bergamonti | Hannah-Paton |         |
| Giacomo Agostini  | MV Agusta    | Ketting |
| Renzo Pasolini    | Benelli      |         |

| Coureur            | Merk               | Oorzaak  |
| ------------------ | ------------------ | -------- |
| Jack Findlay       | McIntyre-Matchless | Blessure |
| John Dodds         | Norton             |          |
| Ivor Lloyd         | Matchless          | [ 2 ]    |
| Billie Nelson      | Norton             |          |
| Derek Minter       | Norton             |          |
| Griff Jenkins      | Norton             |          |
| Maurice Hawthorne  | Norton             |          |
| Rob Fitton         | Norton             |          |
| Giuseppe Mandolini | Moto Guzzi         | [ 3 ]    |
| Bosse Granath      | Métisse-Matchless  |          |
| Johnny Rockett     | Norton             | [ 2 ]    |
| Andreas Georgeades | Velocette          | [ 2 ]    |

#### Niet deelgenomen

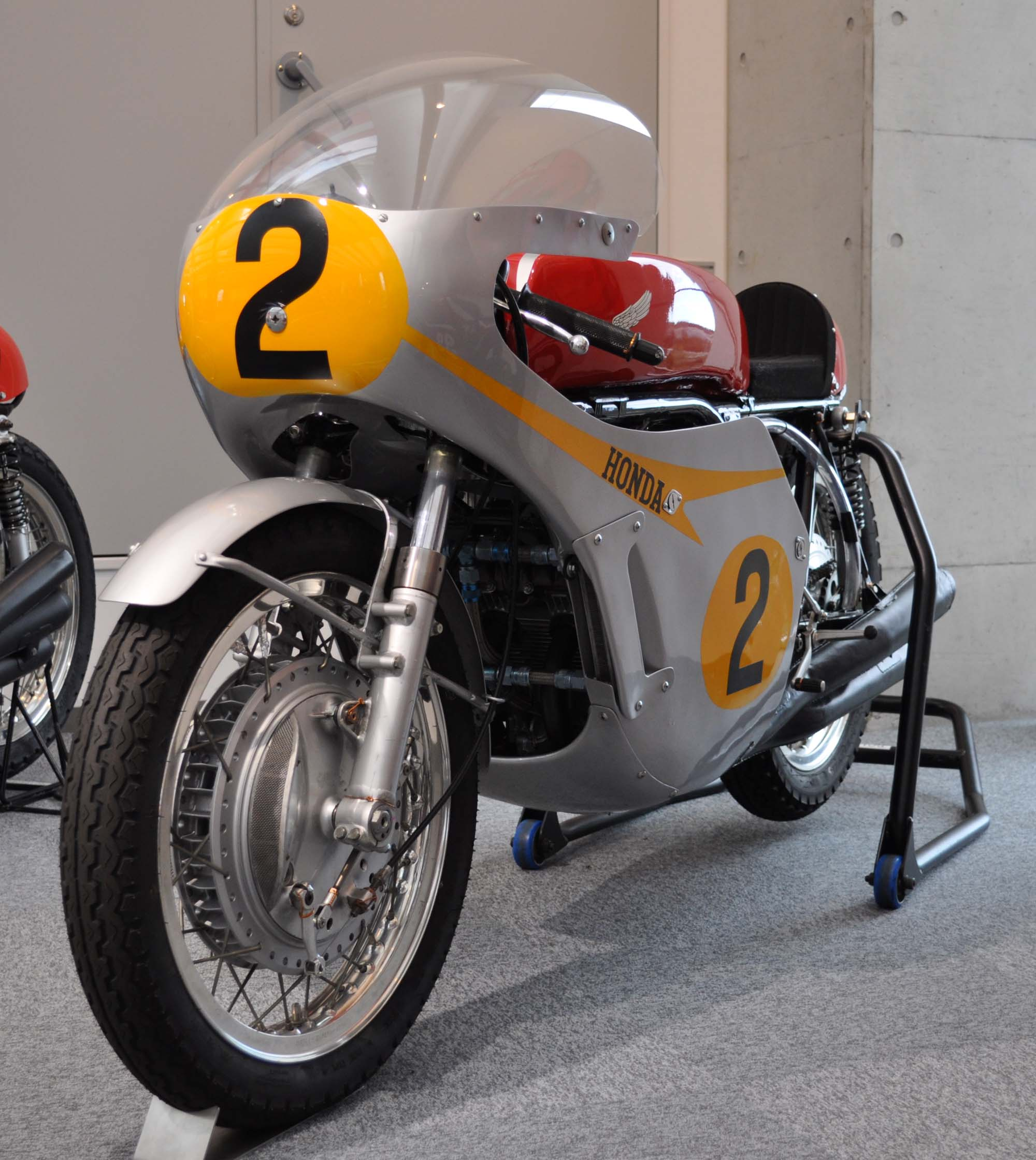
Na veel experimenten met verschillende frames koos Honda voor een eigen, verstevigd frame, maar met een excentrische bevestiging van de vooras

#### Top tien tussenstand 500cc-klasse
| Pos | Coureur          | Merk               | Ptn |
| --- | ---------------- | ------------------ | --- |
| 1   | Peter Williams   | Arter-Matchless    | 12  |
| 2   | Giacomo Agostini | MV Agusta          | 8   |
| 2   | Mike Hailwood    | Honda              | 8   |
| 4   | Jack Findlay     | McIntyre-Matchless | 4   |
| 4   | Steve Spencer    | Norton             | 4   |
| 6   | John Cooper      | Norton             | 3   |
| 6   | Rob Fitton       | Norton             | 3   |
| 8   | Billie Nelson    | Norton             | 2   |
| 8   | Fred Stevens     | Hannah-Paton       | 2   |
| 10  | John Hartle      | Métisse-Matchless  | 1   |
| 10  | Griff Jenkins    | Norton             | 1   |

### Junior TT

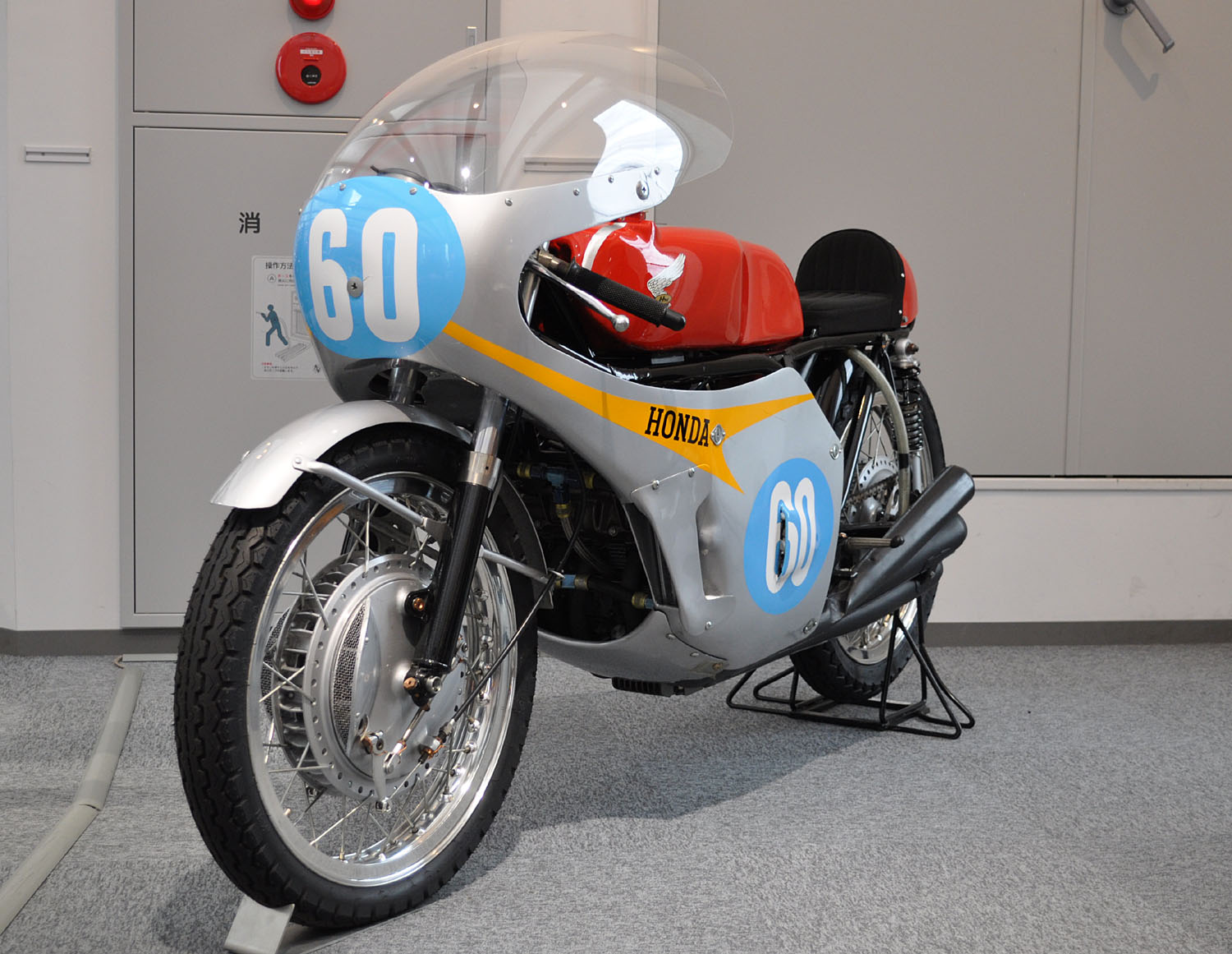
De Honda RC 174 mat nog geen 300 cc, maar was minuten sneller dan de MV Agusta 350 3C.

Woensdag 14 juni, zes ronden (364 km)
Net als in de Lightweight TT stond er in de Junior TT geen maat op de combinatie Mike Hailwood/Honda. Hailwood verpletterde het ronderecord al in de eerste ronde, met staande start en met een machine die slechts 297 cc mat. In de volgende vliegende ronde bracht hij het op 173,36 km/h en dat was niet alleen een record voor de Junior TT, maar ook een absoluut ronderecord. Na de eerste ronde had Hailwood al ruim 48 seconden voorsprong op Giacomo Agostini, en na de race was dat ruim drie minuten. Het racegemiddelde van Hailwood was 171,68 km/h, dat van Agostini 164,6 km/h en de derde man op het podium, Derek Woodman met een 251cc-MZ, reed gemiddeld 155,15 km/h. Hailwood vestigde nog een record: nadat hij in de 250cc-Lightweight TT met tien overwinningen op gelijke hoogte was gekomen met Stanley Woods, ging hij die nu met zijn elfde overwinning voorbij. Woods was een van de eersten die Hailwood hiermee feliciteerden.
| Pos | Coureur          | Merk           | Tijd      | Punten |
| --- | ---------------- | -------------- | --------- | ------ |
| 1   | Mike Hailwood    | Honda          | 2:09"45'6 | 8      |
| 2   | Giacomo Agostini | MV Agusta      | 2:12"48'8 | 6      |
| 3   | Derek Woodman    | MZ             | 2:20"53'6 | 4      |
| 4   | Alberto Pagani   | Aermacchi      | 2:23"08'4 | 3      |
| 5   | Chris Conn       | Aermacchi      | 2:23"20'0 | 2      |
| 6   | Gilberto Milani  | Aermacchi      | 2:24"13'6 | 1      |
| 7   | John Hartle      | Aermacchi      | 2:26"37'0 |        |
| 8   | Steve Spencer    | Norton         | 2:27"03'3 |        |
| 9   | John Cooper      | Norton         | 2:27"05'0 |        |
| 10  | Kel Carruthers   | Aermacchi      | 2:27"41'0 |        |
| 11  | Billy McCosh     | AJS            | 2:28"09'2 |        |
| 12  | Charlie Sanby    | Aermacchi      | 2:29"21'2 |        |
| 13  | Dan Shorey       | Norton         | 2:29"38'0 |        |
| 14  | Bill Smith       | AJS            | 2:30"19'2 |        |
| 15  | Denis Gallagher  | AJS            | 2:31"14'2 |        |
| 16  | Peter Darvill    | Norton         | 2:32"20'0 |        |
| 17  | Selwyn Griffiths | Cowles-AJS     | 2:33"17'0 |        |
| 18  | G. Barnacle      | AJS            | 2:34"12'6 |        |
| 19  | Vincent Duckett  | AJS            | 2:34"40'4 |        |
| 20  | Roland Standing  | AJS            | 2:35"08'2 |        |
| 30  | Ray Knight       | Hughes-Triumph | 2:42"10'4 |        |

| Coureur        | Merk       | Oorzaak |
| -------------- | ---------- | ------- |
| Barry Smith    | Norton     |         |
| Mike Duff      | Aermacchi  |         |
| Heinz Rosner   | MZ         |         |
| Rodney Gould   | Lyster-AJS |         |
| Tony Rutter    | Cotton     |         |
| Renzo Pasolini | Benelli    |         |

| Coureur           | Merk         | Oorzaak |
| ----------------- | ------------ | ------- |
| Bohumil Staša     | Jawa         |         |
| Gustav Havel      | Jawa         |         |
| Brian Steenson    | Aermacchi    |         |
| Fred Stevens      | Hannah-Paton |         |
| Ian McGregor      | Norton       |         |
| Ralph Bryans      | Honda        |         |
| Silvio Grassetti  | Benelli      |         |
| Masahiro Wada     | Yamaha       |         |
| Shigeyoshi Mimuro | Yamaha       |         |
| Toshimi Yorino    | Honda        |         |

#### Top acht tussenstand 350cc-klasse
| Pos | Coureur          | Merk              | Ptn |
| --- | ---------------- | ----------------- | --- |
| 1   | Mike Hailwood    | Honda             | 16  |
| 2   | Giacomo Agostini | MV Agusta         | 12  |
| 3   | Alberto Pagani   | Aermacchi         | 6   |
| 4   | Renzo Pasolini   | Benelli           | 4   |
| 4   | Derek Woodman    | MZ                | 4   |
| 6   | Kel Carruthers   | Métisse-Aermacchi | 2   |
| 6   | Chris Conn       | Norton            | 2   |
| 6   | Gilberto Milani  | Aermacchi         | 2   |

(Slechts acht coureurs hadden al punten gescoord)

### Lightweight 250 TT

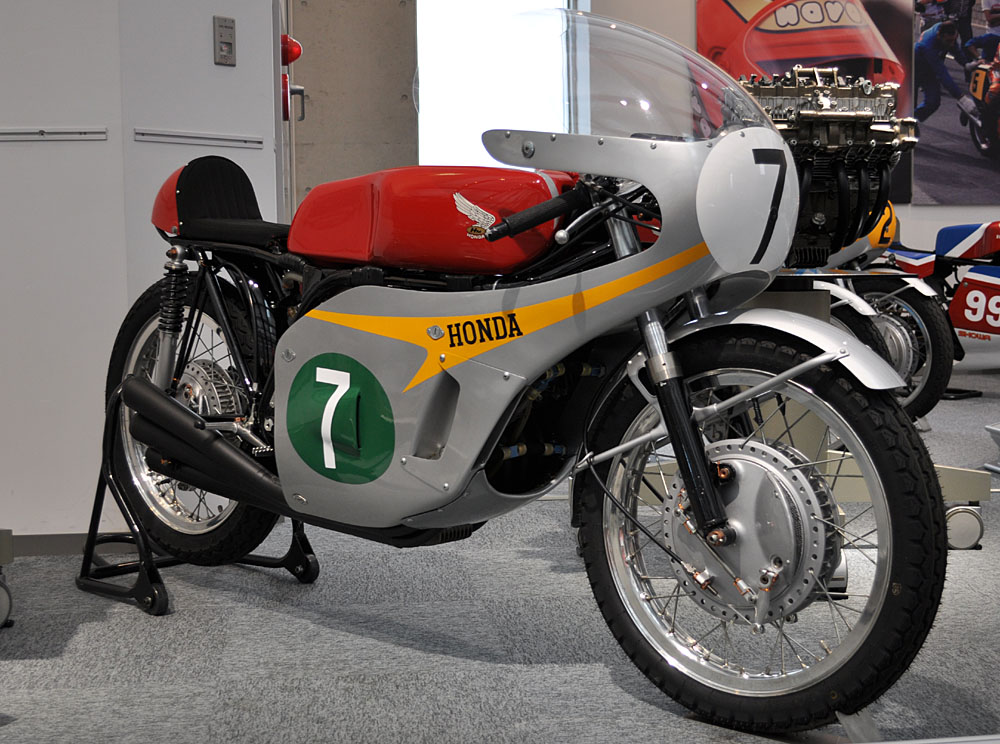
Na veel tegenslag scoorde Mike Hailwood de eerste overwinning van dit seizoen met de Honda RC 166.

Maandag 12 juni, zes ronden (364 km)
Bij de diamanten jubileum TT kon Mike Hailwood het record van Stanley Woods breken. Woods had 27 jaar eerder zijn tiende Isle of Man TT race gewonnen. Hailwood was werkelijk ongenaakbaar. In de trainingen had hij zijn eigen ronderecord al met 10,2 seconden verbeterd en in de race reed hij ook een nieuw record van 165,79 km/h gemiddeld. Aan de streep had hij liefst een minuut en 18,8 seconden voorsprong op Phil Read. Bill Ivy had lang derde gelegen, maar kreeg in de vijfde van zes ronden motorische problemen en moest zijn plaats afstaan aan van Ralph Bryans met de Honda. Bryans finishte zelfs drie minuten achter Read.
| Pos | Coureur          | Merk       | Tijd      | Punten |
| --- | ---------------- | ---------- | --------- | ------ |
| 1   | Mike Hailwood    | Honda      | 2:11"47'6 | 8      |
| 2   | Phil Read        | Yamaha     | 2:13"06'4 | 6      |
| 3   | Ralph Bryans     | Honda      | 2:16"27'0 | 4      |
| 4   | Dave Simmonds    | Kawasaki   | 2:26"48'4 | 3      |
| 5   | Bill Smith       | Kawasaki   | 2:32"09'2 | 2      |
| 6   | Mick Chatterton  | Yamaha     | 2:32"25'0 | 1      |
| 7   | Gyula Marsovszky | Bultaco    | 2:34"20'6 |        |
| 8   | T. Holdsworth    | Greeves    | 2:35"35'6 |        |
| 9   | Bob Farmer       | Yamaha     | 2:36"41'4 |        |
| 10  | Tommy Robb       | Bultaco    | 2:38"50'0 |        |
| 11  | B. Richards      | Bultaco    | 2:42"26'0 |        |
| 12  | Kel Carruthers   | Suzuki     | 2:42"37'6 |        |
| 13  | Albert Moule     | Aermacchi  | 2:44"30'4 |        |
| 14  | John Shacklady   | Yamaha     | 2:45"30'0 |        |
| 15  | L. Williams      | Aermacchi  | 2:46"56'6 |        |
| 16  | Dave Brown       | Aermacchi  | 2:47"22'8 |        |
| 17  | Joe Dunphy       | Suzuki     | 2:48"25'0 |        |
| 18  | Eddy Johnson     | Suzuki     | 2:48"40'0 |        |
| 19  | T. Fearns        | Yamaha     | 2:51"50'0 |        |
| 20  | John Kidson      | Moto Guzzi | 2:54"43'4 |        |

| Coureur           | Merk            | Oorzaak |
| ----------------- | --------------- | ------- |
| Barry Smith       | Thompson-Suzuki |         |
| Heinz Rosner      | MZ              |         |
| Bill Ivy          | Yamaha          | Motor   |
| Derek Woodman     | MZ              |         |
| Jim Curry         | Aermacchi       |         |
| Tony Rutter       | Norton          |         |
| Alberto Pagani    | Aermacchi       |         |
| Angelo Bergamonti | Hannah-Paton    |         |
| Gilberto Milani   | Aermacchi       |         |
| Akiyasu Motohashi | Yamaha          |         |

| Coureur          | Merk         | Oorzaak  |
| ---------------- | ------------ | -------- |
| Jack Findlay     | Bultaco      | Blessure |
| Malcolm Stanton  | Aermacchi    |          |
| Yvon Duhamel     | Yamaha       | [ 2 ]    |
| Rolf Schmid      | Bultaco      |          |
| Carlos Giró      | Ossa         |          |
| José Medrano     | Bultaco      |          |
| Brian Steenson   | Aermacchi    |          |
| Fred Stevens     | Hannah-Paton |          |
| Ron Grant        | Yamaha       | [ 2 ]    |
| Jyun Hamano      | Yamaha       |          |
| Ginger Molloy    | Bultaco      |          |
| Frank Camillieri | Yamaha       | [ 2 ]    |

#### Top tien tussenstand 250cc-klasse
| Pos | Coureur          | Merk     | Ptn |
| --- | ---------------- | -------- | --- |
| 1   | Phil Read        | Yamaha   | 26  |
| 2   | Ralph Bryans     | Honda    | 21  |
| 3   | Mike Hailwood    | Honda    | 12  |
| 4   | Bill Ivy         | Yamaha   | 8   |
| 5   | Heinz Rosner     | MZ       | 5   |
| 6   | José Medrano     | Bultaco  | 4   |
| 7   | Jack Findlay     | Bultaco  | 3   |
| 7   | Ginger Molloy    | Bultaco  | 3   |
| 7   | Dave Simmonds    | Kawasaki | 3   |
| 10  | Gyula Marsovszky | Bultaco  | 2   |
| 10  | Tommy Robb       | Bultaco  | 2   |
| 10  | Derek Woodman    | MZ       | 2   |
| 10  | Bill Smith       | Kawasaki | 2   |

### Lightweight 125 TT
Woensdag 14 juni, drie ronden (182 km)
In de Lightweight 125 cc TT startte Bill Ivy als snelste, maar hij kwam in de eerste ronde al in moeilijkheden, want zijn doorkomst bij Ramsey was veel te laat. Phil Read had juist een slechte start, maar draaide zeer snelle ronden. Hij werd op korte afstand gevolgd door Stuart Graham. Ivy voltooide de eerste ronde, maar moest toen lang in de pit stoppen en kort nadat hij aan de tweede ronde begon viel zijn Yamaha voorgoed stil. In de tweede ronde wist Graham zelfs een zeer kleine (0,2 seconden) voorsprong op Read te nemen en in de laatste ronde kwam het bericht dat ze bij Bungalow, tien km vóór de finish, precies gelijk lagen. Uiteindelijk had Read 3,4 seconden voorsprong op Graham, terwijl Akiyasu Motohashi (Yamaha) derde werd.

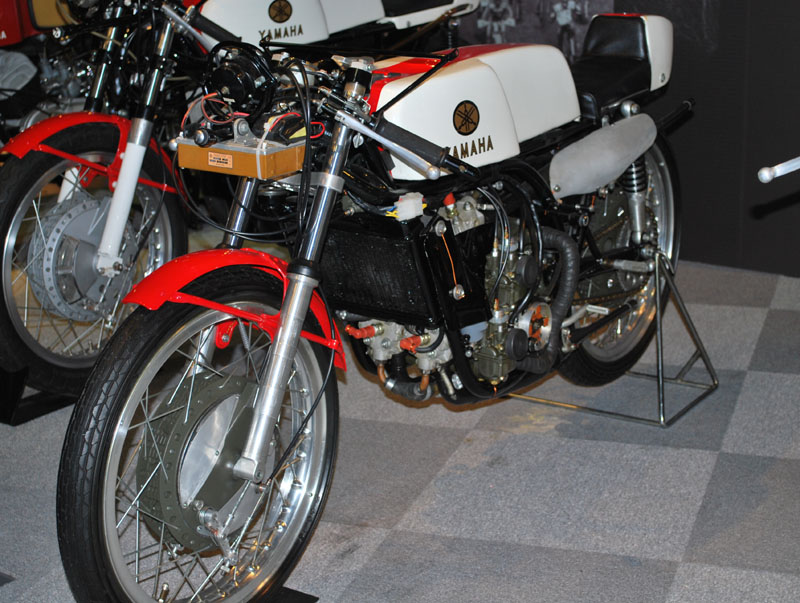
Yamaha RA 31

| Pos | Coureur           | Merk     | Tijd      | Punten |
| --- | ----------------- | -------- | --------- | ------ |
| 1   | Phil Read         | Yamaha   | 1:09"40'8 | 8      |
| 2   | Stuart Graham     | Suzuki   | 1:09"44'2 | 6      |
| 3   | Akiyasu Motohashi | Yamaha   | 1:11"49'6 | 4      |
| 4   | Dave Simmonds     | Kawasaki | 1:13"46'0 | 3      |
| 5   | Kel Carruthers    | Honda    | 1:17"41'2 | 2      |
| 6   | Jim Curry         | Honda    | 1:18"06'0 | 1      |
| 7   | Tommy Robb        | Bultaco  | 1:18"43'2 |        |
| 8   | Peter Inchley     | TSR      | 1:19"38'2 |        |
| 9   | B. Gustafson      | Honda    | 1:20"17'0 |        |
| 10  | Martin Carney     | Bultaco  | 1:21"46'6 |        |
| 11  | John Kiddie       | Honda    | 1:22"00'0 |        |
| 12  | Roy Boughey       | Honda    | 1:22"40'4 |        |
| 13  | J. Chapman        | Honda    | 1:23"22'8 |        |
| 14  | Eddy Johnson      | Honda    | 1:23"50'0 |        |
| 15  | B. Richards       | Bultaco  | 1:24"54'2 |        |
| 16  | Dennis Trollope   | Honda    | 1:27"52'0 |        |
| 17  | D. Browning       | Honda    | 1:28"18'8 |        |
| 18  | Albert Moule      | Bultaco  | 1:30"22'6 |        |
| 19  | John Hudson       | Honda    | 1:30"40'8 |        |
| 20  | Fred Launchbury   | Todd-BSA | 1:31"50'4 |        |

| Coureur          | Merk    | Oorzaak |
| ---------------- | ------- | ------- |
| Kevin Cass       | Bultaco |         |
| Bill Ivy         | Yamaha  |         |
| Yoshimi Katayama | Suzuki  |         |

| Coureur              | Merk    | Oorzaak |
| -------------------- | ------- | ------- |
| Barry Smith          | Bultaco |         |
| Jean-Guy Duval       | Yamaha  | [ 2 ]   |
| Ralph Swegan         | Yamaha  | [ 2 ]   |
| Robert Lusk          | Yamaha  | [ 2 ]   |
| Robert Messina       | Yamaha  | [ 2 ]   |
| Tim Coopey           | Yamaha  | [ 2 ]   |
| Hartmut Bischoff     | MZ      |         |
| Jürgen Lenk          | MZ      |         |
| Klaus Enderlein      | MZ      |         |
| Thomas Heuschkel     | MZ      |         |
| Hans Georg Anscheidt | Suzuki  |         |
| Herbert Mann         | MZ      |         |
| Walter Scheimann     | Honda   |         |
| José Maria Busquets  | Montesa |         |
| José Medrano         | Bultaco |         |
| Jean-Louis Vergnais  | Bultaco |         |
| Rex Avery            | EMC     |         |
| László Szabó         | MZ      |         |
| Francesco Villa      | Montesa |         |
| Giovanni Burlando    | Honda   |         |
| Walter Villa         | Montesa |         |
| Hideo Kanaya         | Suzuki  |         |
| Isao Morishita       | Suzuki  |         |
| Yasuho Shigeno       | Suzuki  |         |
| Cees van Dongen      | Honda   |         |
| Ginger Molloy        | Bultaco |         |

#### Top tien tussenstand 125cc-klasse
| Pos | Coureur              | Merk     | Ptn |
| --- | -------------------- | -------- | --- |
| 1   | Phil Read            | Yamaha   | 20  |
| 2   | Bill Ivy             | Yamaha   | 16  |
| 2   | Yoshimi Katayama     | Suzuki   | 16  |
| 4   | Stuart Graham        | Suzuki   | 12  |
| 5   | Hans Georg Anscheidt | Suzuki   | 6   |
| 6   | Dave Simmonds        | Kawasaki | 5   |
| 7   | László Szabó         | MZ       | 4   |
| 8   | Akiyasu Motohashi    | Yamaha   | 3   |
| 8   | Walter Villa         | Montesa  | 3   |
| 10  | José Maria Busquets  | Montesa  | 2   |
| 10  | Francesco Villa      | Montesa  | 2   |
| 10  | Kel Carruthers       | Honda    | 2   |

### 50 cc TT
Vrijdag 16 juni, drie ronden (182 km)
Opnieuw kwamen er slechts weinig rijders aan de start van de 50 cc TT: 24. Bovendien stond van tevoren vast dat de race een onderonsje voor de Suzuki-fabrieksrijders zou worden. Suzuki had ter versterking zelfs nog een vierde man gestuurd: Mitsuo Itoh, die in de training echter een enkel brak en niet kon starten. In de derde ronde viel Katayama er bij Bungalow af waardoor er nog slechts twee Suzuki's in de strijd waren. Stuart Graham en Hans Georg Anscheidt leverden een flink gevecht, dat in de laatste ronde in het voordeel van Graham werd beslist. Tommy Robb werd met een privé-Suzuki derde. Het was voor Stuart Graham zijn enige overwinning op het eiland Man. Zijn vader, Les, had veertien jaar eerder zijn enige TT gewonnen.

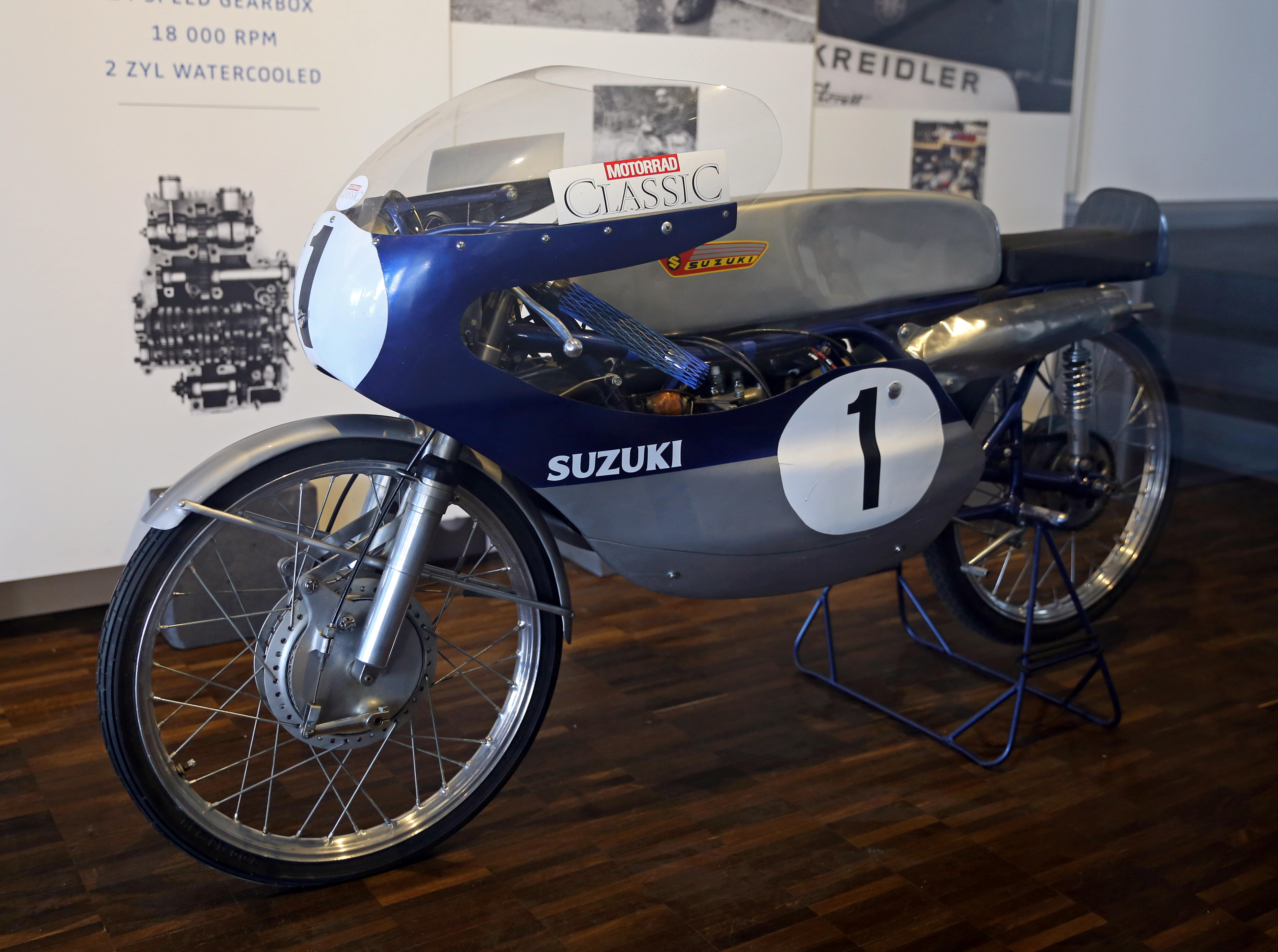
Suzuki RK 67

| Pos | Coureur              | Merk        | Tijd      | Punten |
| --- | -------------------- | ----------- | --------- | ------ |
| 1   | Stuart Graham        | Suzuki      | 1:21"56'8 | 8      |
| 2   | Hans Georg Anscheidt | Suzuki      | 1:22"58'0 | 6      |
| 3   | Tommy Robb           | Suzuki      | 1:38"02'0 | 4      |
| 4   | Chris Walpole        | Honda       | 1:42"02'0 | 3      |
| 5   | Leslie Griffiths     | Honda       | 1:42"08'6 | 2      |
| 6   | Stan Lawley          | Honda       | 1:43"54'0 | 1      |
| 7   | T. Fearns            | Honda       | 1:44"52'4 |        |
| 8   | Brian Gleed          | Honda       | 1:45"31'0 |        |
| 9   | Trevor Burgess       | Yamaha      | 1:48"36'0 |        |
| 10  | John Lawley          | Honda       | 1:48"40'2 |        |
| 11  | M. Udall             | Honda       | 1:48"41'6 |        |
| 12  | Dennis Trollope      | Honda       | 1:55"56'6 |        |
| 13  | J. Wheldon           | Foster-Ital | 1:59"24'0 |        |

| Coureur          | Merk   | Oorzaak |
| ---------------- | ------ | ------- |
| Barry Smith      | Derbi  |         |
| Yoshimi Katayama | Suzuki |         |

| Coureur     | Merk   | Oorzaak  |
| ----------- | ------ | -------- |
| Mitsuo Itoh | Suzuki | Blessure |

| Coureur             | Merk           | Oorzaak |
| ------------------- | -------------- | ------- |
| Dieter Gedlich      | Kreidler       |         |
| Rudolf Schmälzle    | Kreidler       |         |
| Winfried Reinhard   | Reimo-Kreidler |         |
| Ángel Nieto         | Derbi          |         |
| Benjamín Grau       | Derbi          |         |
| José Maria Busquets | Derbi          |         |
| Juan Bordons        | Derbi          |         |
| Daniel Crivello     | Derbi          |         |
| Hiroyuki Kawasaki   | Suzuki         |         |
| Mitsuo Akamatsu     | Suzuki         |         |
| Aalt Toersen        | Kreidler       |         |
| Paul Lodewijkx      | Jamathi        |         |

#### Top tien tussenstand 50cc-klasse
| Pos | Coureur              | Merk     | Ptn |
| --- | -------------------- | -------- | --- |
| 1   | Hans Georg Anscheidt | Suzuki   | 28  |
| 2   | Yoshimi Katayama     | Suzuki   | 14  |
| 3   | Stuart Graham        | Suzuki   | 12  |
| 4   | Rudolf Schmälzle     | Kreidler | 6   |
| 4   | Barry Smith          | Derbi    | 6   |
| 6   | José Maria Busquets  | Derbi    | 4   |
| 6   | Benjamín Grau        | Derbi    | 4   |
| 6   | Tommy Robb           | Suzuki   | 4   |
| 9   | Juan Bordons         | Derbi    | 3   |
| 9   | Daniel Crivello      | Derbi    | 3   |
| 9   | Ángel Nieto          | Derbi    | 3   |
| 9   | Chris Walpole        | Honda    | 3   |

### Sidecar TT
Maandag 12 juni, drie ronden (182 km)
De start van de Sidecar TT op Man om 11.00 uur op maandag 12 juni vormde de opening van de feestelijke Diamond Jubilee TT. Hoe populair de zijspanklasse was bleek wel uit het startveld dat uit 79 combinaties bestond. Het weer was in tegenstelling tot het jaar ervoor uitstekend. Klaus Enders/Ralf Engelhardt reden een zeer snelle openingsronde, ondanks de staande start nauwelijks langzamer dan hun volgende ronden. Georg Auerbacher/Eduard Dein volgden op korte afstand evenals Siegfried Schauzu/Horst Schneider die na 1 ronde slechts 1 seconde voorsprong hadden op Helmut Fath/Wofgang Kalauch. Die vielen echter weer met pech uit: in de tweede ronde stopte de URS-viercilinder ermee op 16 km na start/finish, dus tussen Ballacraine en Glen Helen. Zowel Schauzu als Auerbacher passeerden Enders in de tweede ronde. In de derde ronde liep de BMW van Auerbacher bij Ballacraine vast. Schauzu reed mooie constante rondetijden maar verloor desondanks bij Governor's Bridge, 400 meter voor de finish, zijn passagier Horst Schneider. Toch wisten de twee nog 18,6 seconden vóór Enders/Engelhardt te finishen. Colin Seeley en Ray Lindsay werden derde. 

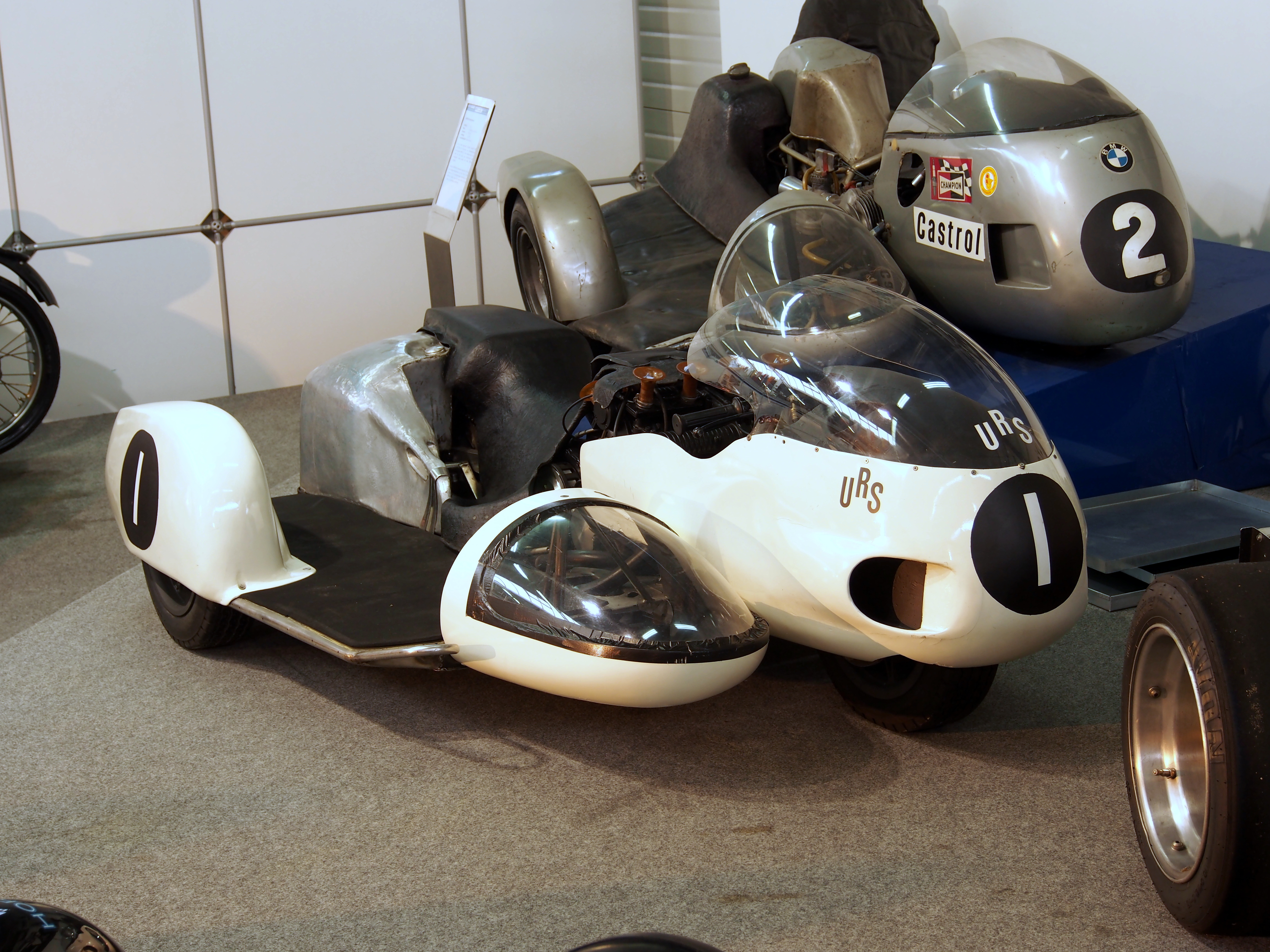
Helmut Fath had het hele seizoen al pech met zijn zelfbouw-URS viercilinder, maar had in de week voor de TT van Man een race op Brands Hatch gewonnen. Dat gaf hoop, maar die was niet terecht.

| Pos | Coureur            | Bakkenist         | Merk       | Tijd      | Punten |
| --- | ------------------ | ----------------- | ---------- | --------- | ------ |
| 1   | Siegfried Schauzu  | Horst Schneider   | BMW        | 1:14"40'6 | 8      |
| 2   | Klaus Enders       | Ralf Engelhardt   | BMW        | 1:14"59'2 | 6      |
| 3   | Colin Seeley       | Ray Lindsay       | BMW        | 1:17"15'6 | 4      |
| 4   | Pip Harris         | John Thornton     | BMW        | 1:18"13'6 | 3      |
| 5   | Barry Dungsworth   | Neil Caddow       | BMW        | 1:19"49'4 | 2      |
| 6   | Terry Vinicombe    | John Flaxman      | BSA        | 1:20"45'6 | 1      |
| 7   | Harald Wohlfahrt   | Heiner Vester     | BMW        | 1:22"34'4 |        |
| 8   | Mick Boddice       | D. Loach          | BSA        | 1:25"07'6 |        |
| 9   | Arsenius Butscher  | Armgard Neumann   | BMW        | 1:25"07'6 |        |
| 10  | Johann Attenberger | Josef Schillinger | BMW        | 1:26"39'0 |        |
| 11  | E. Parkinson       | R. Philpott       | Parkinson  | 1:28"30'8 |        |
| 12  | Bill Cooper        | D. Glasby         | Triumph    | 1:28"36'4 |        |
| 13  | Derek Yorke        | A. Lodge          | Triton     | 1:28"37'0 |        |
| 14  | Mick Potter        | D. Wright         | Triumph    | 1:29"39'4 |        |
| 15  | Roy Hanks          | J. Mann           | BSA        | 1:30"09'8 |        |
| 16  | Derek Plummer      | Malcolm Brett     | ETY        | 1:31"06'6 |        |
| 17  | Russ Hackman       | R. George         | Triumph    | 1:31"22'0 |        |
| 18  | Derek Bayley       | M. Halsell        | Triumph    | 1:31"42'2 |        |
| 19  | F. Ellis           | Alex Macfadzean   | Norton     | 1:32"12'8 |        |
| 20  | R. Smith           | R. Fiddes         | Tri-Norton | 1:32"41'6 |        |
| 21  | Malcolm Hobson     | Geoff Atkinson    | Cowie-BSA  | 1:32"53'0 |        |
| 22  | Fred Hanks         | G. Webb           | BSA        | 1:33"45'8 |        |
| 29  | Norman Hanks       | Rose Arnold       | BSA        | 1:36"24'0 |        |

| Coureur               | Bakkenist        | Merk | Oorzaak   |
| --------------------- | ---------------- | ---- | --------- |
| Georg Auerbacher      | Eduard Dein      | BMW  | Vastloper |
| Heinz Luthringshauser | Geoff Hughes     | BMW  |           |
| Helmut Fath           | Wolfgang Kalauch | URS  |           |
| Otto Kölle            | Rolf Schmid      | BMW  |           |
| Bill Boddice          | H. Stanley       | BSA  |           |
| Chris Vincent         | F. Holden        | BMW  |           |

| Coureur          | Bakkenist          | Merk | Oorzaak |
| ---------------- | ------------------ | ---- | ------- |
| Hans Hänni       | Kurt Barfuss       | BMW  |         |
| Joseph Duhem     | François Fernandez | BMW  |         |
| Tony Wakefield   | Graham Milton      | BMW  |         |
| Bertil Persson   | Berndt Äström      | BMW  | [ 5 ]   |
| Ruben Bjarnemark | Lennart Rägmo      | BMW  | [ 5 ]   |

#### Top tien tussenstand zijspanklasse
| Pos | Coureur               | Bakkenist                    | Merk | Ptn |
| --- | --------------------- | ---------------------------- | ---- | --- |
| 1   | Klaus Enders          | Ralf Engelhardt              | BMW  | 28  |
| 2   | Siegfried Schauzu     | Horst Schneider              | BMW  | 21  |
| 3   | Georg Auerbacher      | Eduard Dein                  | BMW  | 17  |
| 4   | Tony Wakefield        | Graham Milton                | BMW  | 8   |
| 5   | Barry Dungsworth      | Ron Wilson en Neil Caddow    | BMW  | 4   |
| 5   | Colin Seeley          | Ray Lindsay                  | BMW  | 4   |
| 7   | Otto Kölle            | Rolf Schmid                  | BMW  | 3   |
| 7   | Pip Harris            | John Thornton                | BMW  | 3   |
| 9   | Harald Wohlfahrt      | Heiner Vester                | BMW  | 2   |
| 9   | Heinz Luthringshauser | Hermann Hahn en Geoff Hughes | BMW  | 2   |

## Overige races
Zaterdag 11 juni. drie ronden (182 km)
In de nieuwe Production-races waren alleen normale seriemotoren toegestaan. Zo was de 750cc-race voornamelijk bezet met Triumph Bonnevilles en enkele exemplaren van de Norton Atlas (de Norton Commando werd pas in september gepresenteerd). In de 500cc-klasse heersten de Velocette Thruxtons, maar er verscheen ook een Honda Black Bomber en Norman Hanks nam deel met een toch al tamelijk verouderde BSA Gold Star. In de 250cc-race was de Bultaco Metralla 250 de sterkste machine, gevolgd door de Suzuki T 20. Hoewel de machines productiemodellen waren, nam een aantal profcoureurs toch de gelegenheid waar om een extra start te krijgen. Dat had twee voordelen: het leverde extra trainingsronden op om het 60 km-lange circuit te verkennen, maar ook kans op een overwinning. Elke overwinning in de TT van Man was er een. De drie klassen reden tegelijk en werden gestart met een Le Mansstart.
| Pos | Coureur       | Merk            | Tijd      |
| --- | ------------- | --------------- | --------- |
| 1   | John Hartle   | Triumph         | 1:09"56'8 |
| 2   | Paul Smart    | Dunstall-Norton | 1:11"48'0 |
| 3   | Tony Smith    | BSA             | 1:15"42'0 |
| 4   | Lance Weil    | Triumph         | 1:15"45'8 |
| 5   | Paul Butler   | Triumph         | 1:16"28'0 |
| 6   | Tony Godfrey  | Norton          | 1:17"22'0 |
| 7   | Graham Bailey | Triumph         | 1:20"11'8 |
| 8   | M. Rice       | BSA             | 1:23"55'8 |
| 9   | Tony McGurk   | Triumph         | 1:24"16'6 |
| 10  | Jan Strijbis  | Triumph         | 1:24"22'2 |
| 11  | Griff Jenkins | Norton          | 1:26"26'0 |

| Pos | Coureur        | Merk      | Tijd      |
| --- | -------------- | --------- | --------- |
| 1   | Neil Kelly     | Velocette | 1:15"33'8 |
| 2   | Keith Heckles  | Velocette | 1:16"11'6 |
| 3   | David Nixon    | Triumph   | 1:19"48'0 |
| 4   | Graham Penny   | Honda     | 1:20"26'0 |
| 5   | Norman Hanks   | BSA       | 1:22"56'2 |
| 6   | Alan Peck      | Triumph   | 1:22"56'2 |
| 7   | Tony Dunnell   | Honda     | 1:23"40'2 |
| 8   | R. Baylie      | Triumph   | 1:23"42'4 |
| 9   | D. Doyle       | Norton    | 1:23"46'0 |
| 10  | Bob Biscardine | Velocette | 1:25"11'2 |
| 11  | B. Bennett     | Triumph   | 1:25"46'2 |
| 12  | Stan Wood      | Triumph   | 1:33"05'2 |

| Pos | Coureur         | Merk     | Tijd      |
| --- | --------------- | -------- | --------- |
| 1   | Bill Smith      | Bultaco  | 1:16"38'2 |
| 2   | Tommy Robb      | Bultaco  | 1:16"38'6 |
| 3   | Barry Smith     | Suzuki   | 1:18"43'2 |
| 4   | Frank Whiteway  | Suzuki   | 1:19"08'6 |
| 5   | Kel Carruthers  | Suzuki   | 1:19"53'4 |
| 6   | Kevin Cass      | Bultaco  | 1:22"36'8 |
| 7   | Dave Simmonds   | Kawasaki | 1:23"43'6 |
| 8   | Chris Vincent   | Suzuki   | 1:24"14'6 |
| 9   | Eddie Crooks    | Suzuki   | 1:25"00'2 |
| 10  | C. Thompsett    | Ducati   | 1:26"01'6 |
| 11  | Trevor Burgess  | Ducati   | 1:22"06'2 |
| 12  | George Leigh    | Honda    | 1:27"12'4 |
| 13  | Peter Padgett   | Yamaha   | 1:39"49'4 |
| 14  | G. Neveling     | Ducati   | 1:39"50'6 |
| 15  | Brian Warburton | Yamaha   | 1:39"51'6 |

## Trivia
De broers Roy en Norman Hanks startten allebei met een BSA in de Sidecar TT. Als bakkeniste van Norman trad Rose Arnold op. In de TT van 1968 stonden Norman en Rose samen op het erepodium. Daarmee was Rose de eerste vrouw die een podiumplaats scoorde. In 1970 stapte ze in het zijspan van Roy en later werd ze zijn vrouw. 
1907 · 1908 · 1909 · 1910 · 1911 · 1912 · 1913 · 1914 · Eerste Wereldoorlog · 1920 · 1921 · 1922 · 1923 · 1924 · 1925 · 1926 · 1927 · 1928 · 1929 · 1930 · 1931 · 1932 · 1933 · 1934 · 1935 · 1936 · 1937 · 1938 · 1939 · Tweede Wereldoorlog · 1947 · 1948 · 1949 · 1950 ·1951 · 1952 · 1953 · 1954 · 1955 · 1956 · 1957 · 1958 · 1959 · 1960 · 1961 · 1962 · 1963 · 1964 · 1965 · 1966 · 1967 · 1968 · 1969 · 1970 · 1971 · 1972 · 1973 · 1974 · 1975 · 1976 · 1977 · 1978 · 1979 · 1980 · 1981 · 1982 · 1983 · 1984 · 1985 · 1986 · 1987 · 1988 · 1989 · 1990 · 1991 · 1992 · 1993 · 1994 · 1995 · 1996 · 1997 · 1998 · 1999 · 2000 · 2002 · 2003 · 2004 · 2005 · 2006 · 2007 · 2008 · 2009 · 2010 · 2011 · 2012 · 2013 · 2014